# Acura RDX
Der Acura RDX ist ein SUV der zu Honda gehörigen Marke Acura. Das Fahrzeug wurde 2006 als kleinere Ergänzung zum Acura MDX eingeführt. Gebaut wird das Modell im Marysville-Werk der Honda of America Mfg.
Trotz der optischen Nähe und der vergleichbaren Abmessungen ist der RDX nur begrenzt mit dem Honda CR-V verwandt. Seitens Acura wird zudem betont, dass der RDX kein Crossover sei, da er technisch nicht auf einem PKW basiert.

## 1. Generation (2006–2012)
Das Fahrzeug der ersten Generation wurde ausschließlich in Nordamerika angeboten, wobei der Antrieb mit einer vergleichsweise kleinen 2,3-Liter-Turbomotor für dortige Verhältnisse eher ungewöhnlich war – die Konkurrenzmodelle Infiniti EX und Lexus RX verfügen in der Grundversion über einen 3,5-Liter-Saugmotor. Auf den Verbrauch hatte dies jedoch keinen Einfluss.
Formal wurde das Serienmodell auf der NYIAS 2006 vorgestellt,  nachdem zuvor auf der NAIAS 2005 in Detroit eine Studie mit der Bezeichnung RD-X Concept gezeigt wurde.

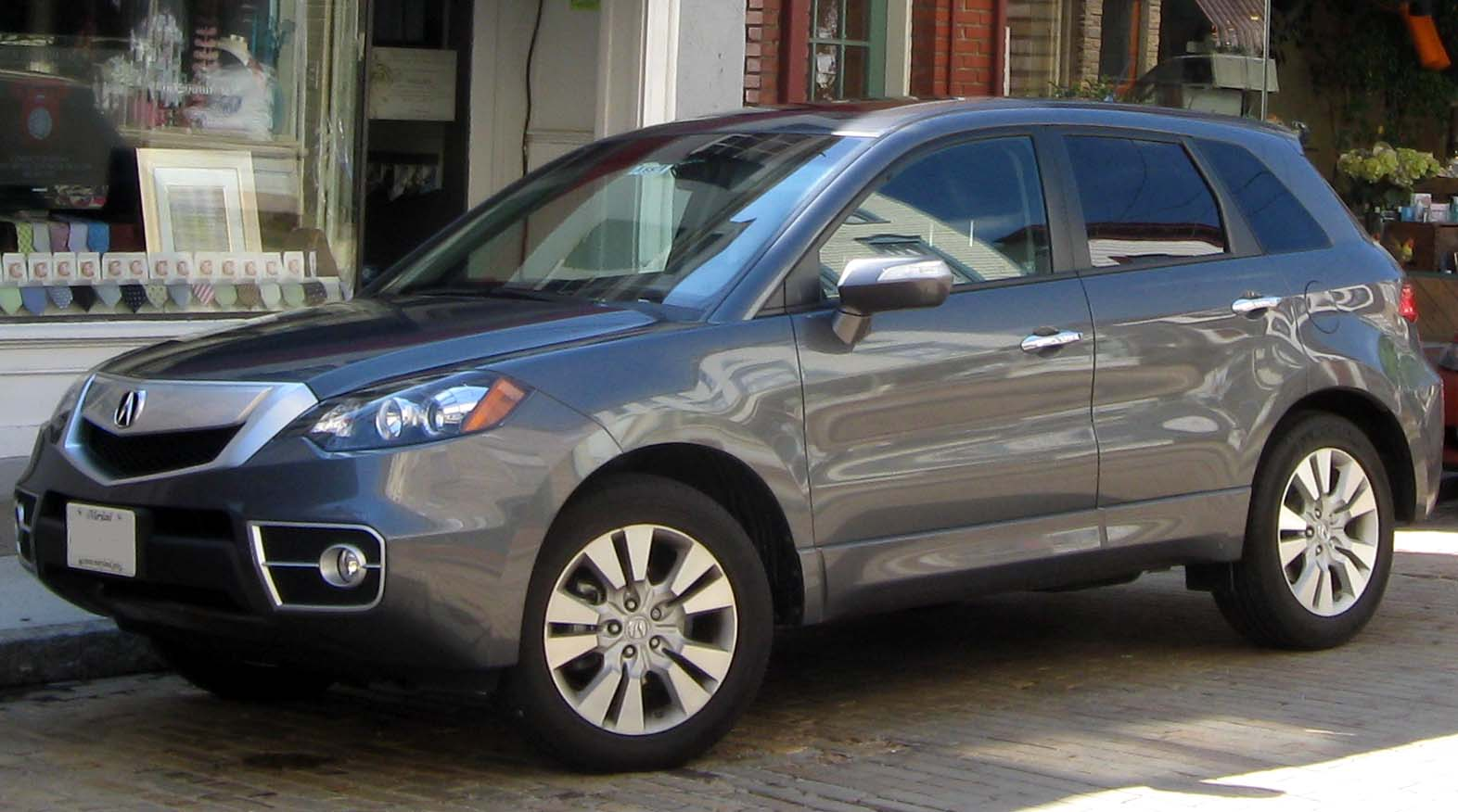
Acura RDX (2009–2013)

Der RDX ist optional mit einem von Acura SH-AWD genannten Allradantrieb ausgestattet, bei dem die Kraft sowohl von vorne nach hinten wie auch zwischen den Seiten dynamisch verteilt werden kann. Mit diesem System wird zudem bei einer Kurvenfahrt das kurvenäußere Rad etwas stärker beschleunigt. Die Innenausstattung des Wagens ist klassenüblich.
Für das im August 2009 eingeführte Modelljahr 2010 wurde der RDX optisch leicht überarbeitet und an die damals aktuelle Gestaltung aller Acura-Modelle mit dem Grill mit einem an Stahl erinnernden Aussehen  angepasst. Im Zuge dieser Überarbeitung wuchs auch die Länge des Fahrzeuges leicht. Technische Neuerungen gab es dagegen nicht.

## 2. Generation (2012–2018)
Im April 2012 kam die zweite Generation des SUV auf den Markt, auf die mit einem Konzeptfahrzeug auf der NAIAS 2012, eine Vorschau gezeigt wurde und deren Serienversion formal auf der Chicago Auto Show 2012 erstmals vorgestellt wurde. 2015 erhielt sie für das Modelljahr 2016 ein Facelift. Die Abmessungen des Fahrzeugs haben sich kaum geändert. Neu hingegen ist ein drei Liter großer Sechszylinder-Ottomotor, welcher ausschließlich für den chinesischen Markt gedacht ist.

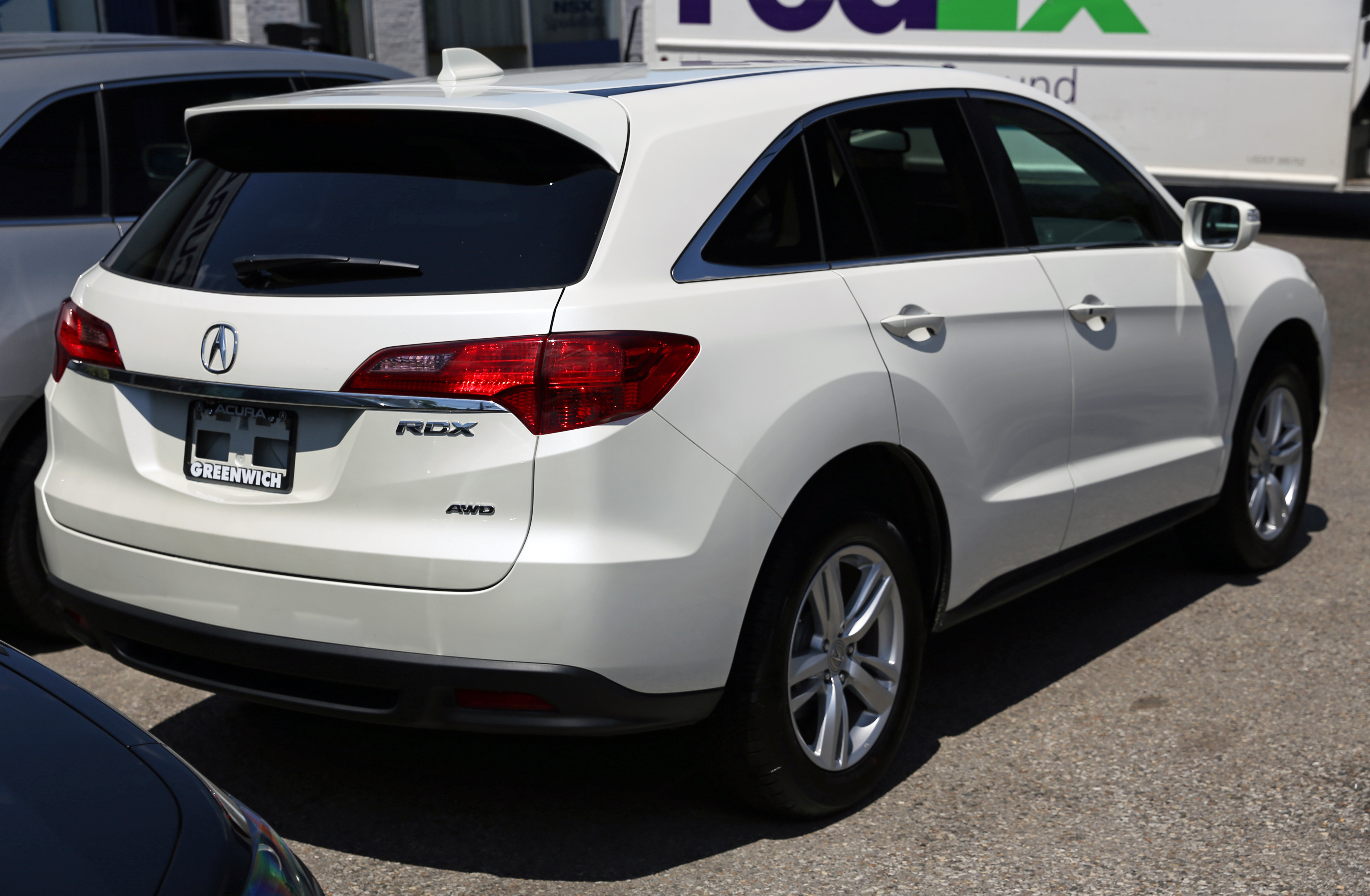
Heckansicht
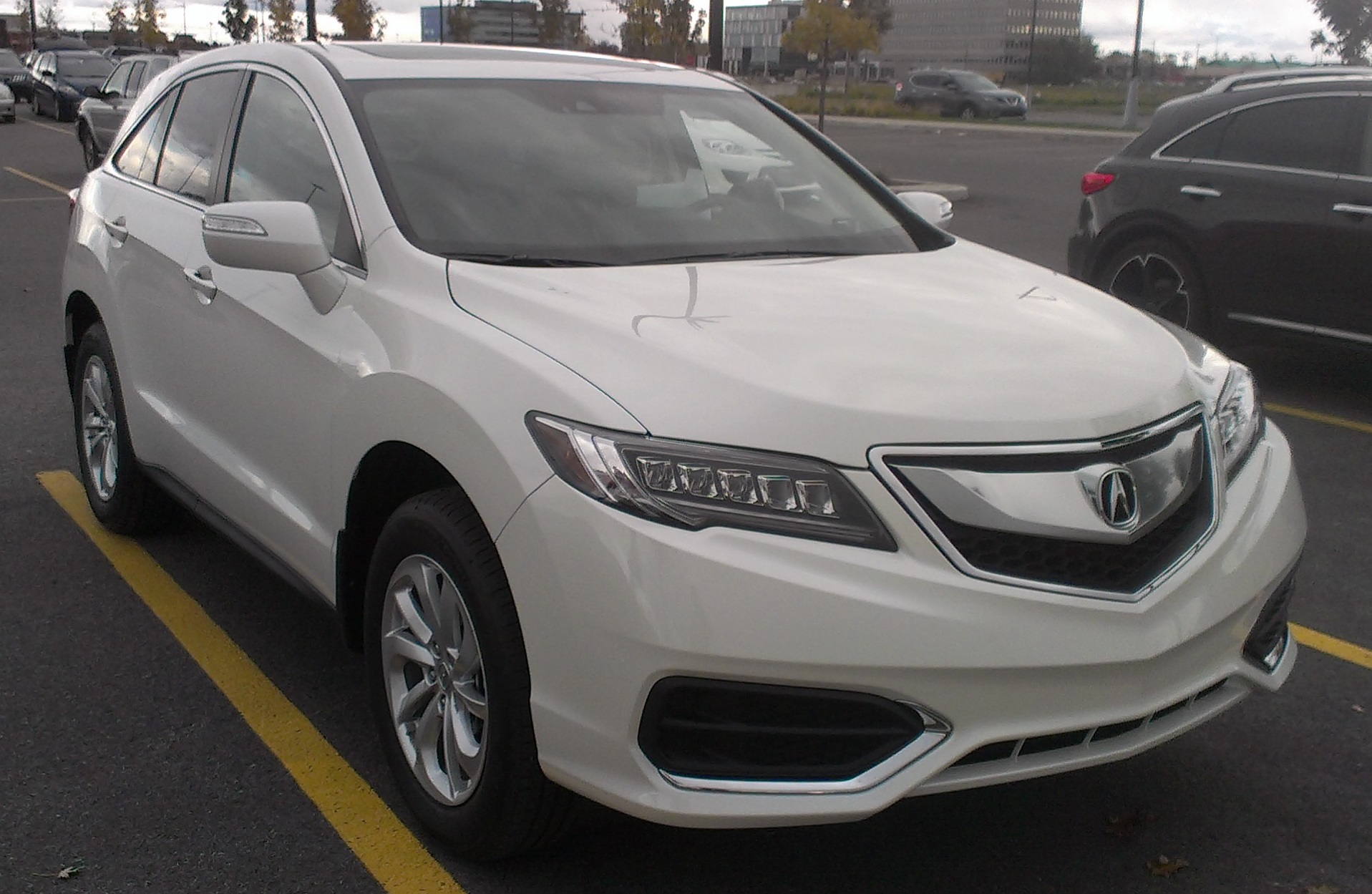
Acura RDX (2016–2018)
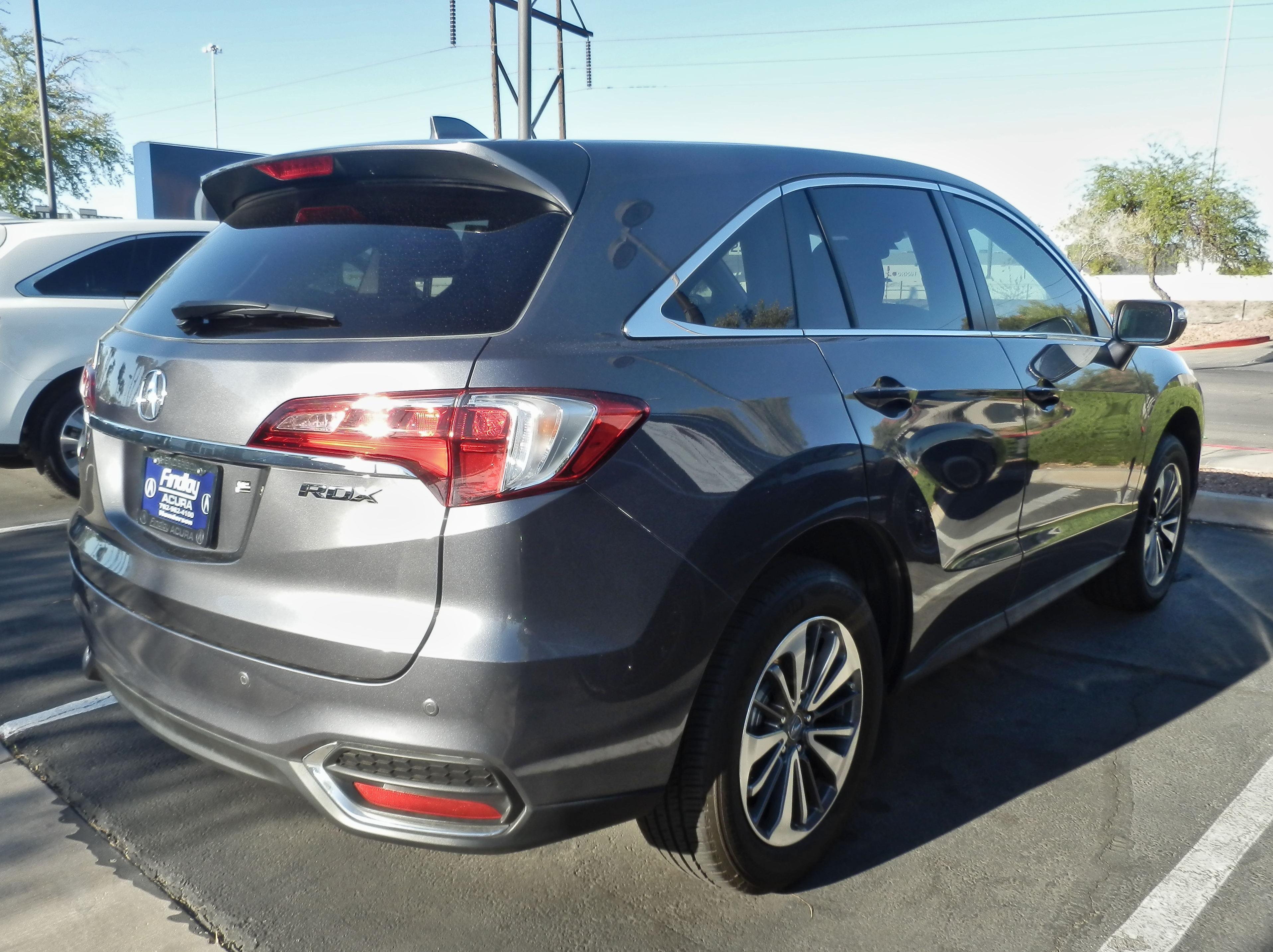
Heckansicht

### Technische Daten
|                                             | RDX 3.5 i-VTEC               |
| ------------------------------------------- | ---------------------------- |
| Bauzeitraum                                 | 2012–2018                    |
| Motortyp                                    | Ottomotor                    |
| Motorbauart                                 | V6                           |
| Hubraum                                     | 3471 cm³                     |
| max. Leistung                               | 204 kW (277 PS) bei 6200/min |
| max. Drehmoment                             | 340 Nm bei 5000/min          |
| Kraftübertragung                            |                              |
| Antrieb, serienmäßig                        | Vorderradantrieb             |
| Antrieb, optional                           | Allradantrieb                |
| Getriebe, serienmäßig                       | 6-Stufen-Automatik           |
| Messwerte                                   |                              |
| Höchstgeschwindigkeit                       | 210 km/h                     |
| Beschleunigung, 0–100 km/h                  | 7,9 s                        |
| Kraftstoffverbrauch auf 100 km (kombiniert) | 10,0 l Super                 |
| CO2-Emissionen (kombiniert)                 | 178 g/km                     |
| Tankinhalt                                  | 73 l                         |

## 3. Generation (seit 2018)
Auf der North American International Auto Show im Januar 2018 präsentierte Acura mit dem RDX Prototype eine seriennahe Version des SUV. Das Serienmodell der dritten Generation stellte Acura schließlich auf der New York International Auto Show im März 2018 vor. Es wird seit Mai 2018 in East Liberty (Ohio) gebaut und seit dem 1. Juni 2018 verkauft. Im September 2021 und im August 2024 wurde eine überarbeitete Version der Baureihe vorgestellt. Zwischen November 2018 und Januar 2023 wurde sie zudem in China gebaut.

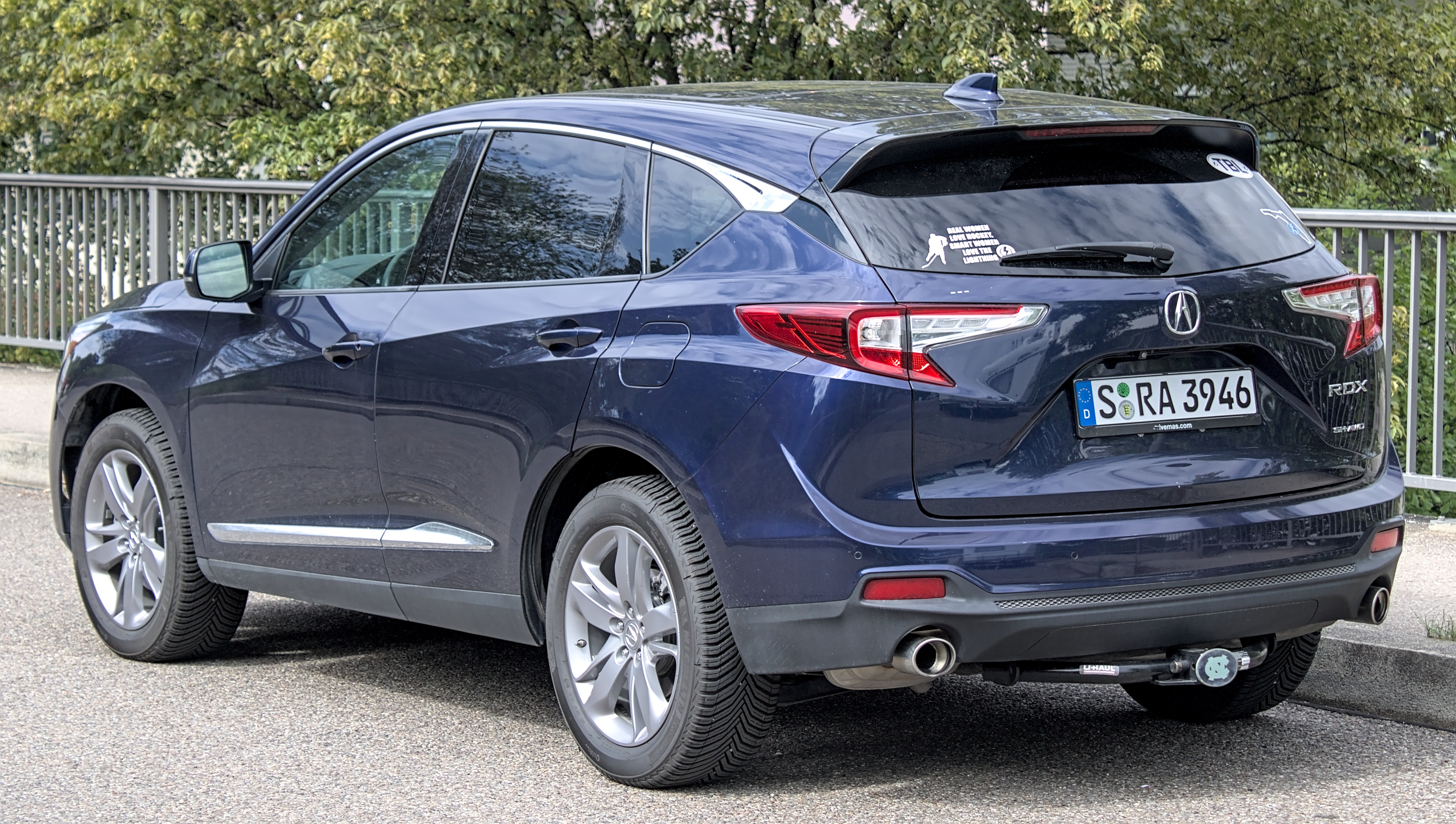
Heckansicht

### Technische Daten
|                                             | RDX 2.0T                     | RDX 2.0T                     |
| ------------------------------------------- | ---------------------------- | ---------------------------- |
| Markt                                       | China                        | Nordamerika                  |
| Bauzeitraum                                 | 11/2018–01/2023              | seit 05/2018                 |
| Motortyp                                    | Ottomotor                    | Ottomotor                    |
| Motorbauart                                 | R4                           | R4                           |
| Hubraum                                     | 1996 cm³                     | 1996 cm³                     |
| max. Leistung                               | 195 kW (265 PS) bei 6500/min | 203 kW (276 PS) bei 6500/min |
| max. Drehmoment                             | 380 Nm bei 3000–4000/min     | 380 Nm bei 1600–4500/min     |
| Kraftübertragung                            |                              |                              |
| Antrieb, serienmäßig                        | Vorderradantrieb             | Vorderradantrieb             |
| Antrieb, optional                           | (Allradantrieb)              | (Allradantrieb)              |
| Getriebe, serienmäßig                       | 10-Stufen-Automatik          | 10-Stufen-Automatik          |
| Messwerte                                   |                              |                              |
| Höchstgeschwindigkeit                       | 180 km/h (180 km/h)          | k. A. (k. A.)                |
| Beschleunigung, 0–100 km/h                  | 7,2 s (7,5 s)                | k. A. (k. A.)                |
| Kraftstoffverbrauch auf 100 km (kombiniert) | 8,2 l Super (9,0 l Super)    | 9,8 l Super (10,2 l Super)   |
| Tankinhalt                                  | 65 l                         | 65 l                         |